# Noël Browne
Noël Christopher Browne (20 décembre 1915-21 mai 1997) est un homme politique irlandais qui est ministre de la Santé de 1948 à 1951 et chef des Démocrates nationaux progressistes de 1958 à 1963. Il est Teachta Dála (TD) de 1948 à 1954, de 1957 à 1973 et de 1977 à 1982. Il est sénateur de la circonscription de l'université de Dublin de 1973 à 1977.
Il a la particularité d'être l'un des sept députés nommés au cabinet au début de leur premier mandat au Dáil. En tant que ministre de la Santé, Browne est reconnu pour avoir mené avec succès une lutte contre la Tuberculose. Cependant, sa tentative de mettre en œuvre le programme mère-enfant fait tomber le premier gouvernement interpartis du Taoiseach John A. Costello en 1951 et reste l'une des plus grandes controverses politiques de l'histoire politique irlandaise moderne.
Browne est un représentant public bien connu, mais parfois très controversé et réussit à être député pour cinq partis politiques (dont deux qu'il a cofondés), ainsi qu'un député indépendant. Il s'agit du Clann na Poblachta (démissionnaire), du Fianna Fáil (expulsé), du National Progressive Democrats (cofondateur), du Parti travailliste (démissionnaire) et du Parti socialiste travailliste (cofondateur). Browne est largement reconnu pour avoir une propension aux rancunes et aux querelles. Cependant, il est également largement reconnu comme étant une force progressiste en Irlande qui a milité contre les châtiments corporels et l'apartheid tout en soutenant les contraceptifs, l'avortement et la communauté LGBT plusieurs décennies avant que ces positions ne deviennent courantes.

## Jeunesse et carrière
Noël Browne est né à Bath Street à Waterford mais grandit dans le quartier de Bogside à Derry. La famille Browne vit également à Athlone et Ballinrobe pendant un certain temps. Sa mère Mary Therese (née Cooney) est née en 1885 à Hollymount, comté de Mayo ; une plaque y est érigée en sa mémoire. Son père Joseph Brown, sergent du RIC, travaille ensuite comme inspecteur pour la Société nationale pour la prévention de la cruauté envers les enfants et, en partie à cause de ce travail, toute la famille Browne est infectée par la Tuberculose. Les deux parents meurent de la maladie dans les années 1920 ; son père est le premier à mourir, ne laissant derrière lui que 100 £ pour subvenir aux besoins de sa femme et de ses sept enfants. Craignant que si elle et les enfants restent en Irlande, ils seraient forcés d'aller dans un workhouse, Mary (déjà en train de mourir de tuberculose) vend tous les biens des Brownes et emmène la famille à Londres, en Angleterre. Deux jours après leur arrivée, Mary meurt, puis est enterrée dans la tombe des pauvres. Parmi ses sept enfants, six contractent la tuberculose. Noël n'est que l'un des deux enfants Browne à avoir survécu jusqu'à l'âge adulte après ces épisodes de tuberculose. Le seul frère ou sœur qui a survécu avec lui est son frère Jody, qui est à la fois bossu et a une fente palatine. En raison des conditions de vie de Jody, Noël décrit Jody comme « complètement indésirable » par la société, ce qui conduit sa sœur à confier Jody à un workhouse. Là, Jody meurt plus tard sur une table d'opération lorsque, selon les propres mots de Noël, un médecin a pratiqué une chirurgie plastique « expérimentale » sur Jody.
En 1929, il est admis gratuitement à St Anthony's, une école préparatoire d'Eastbourne. Il obtient ensuite une bourse au Beaumont College, l'école publique jésuite près d'Old Windsor, dans le Berkshire, où il se lie d'amitié avec Neville Chance, un garçon riche de Dublin. Le père de Neville, l'éminent chirurgien Arthur Chance finance ensuite les études de médecine de Browne au Trinity College de Dublin.
En 1940, alors qu'il est encore étudiant, Browne souffre d'une grave rechute de tuberculose. Son traitement dans un sanatorium de Midhurst, dans le Sussex, est payé par la famille Chance. Il se rétablit, réussit ses examens médicaux en 1942 et commence sa carrière comme interne en médecine à l'hôpital Steevens de Dublin, où il travaille sous la direction de Bethel Solomons. Il travaille ensuite dans de nombreux sanatoriums à travers l'Irlande et l'Angleterre, témoin des ravages de la maladie. Il conclut bientôt que la politique est le seul moyen de lutter contre le fléau de la tuberculose.

### Entrée en politique
La pauvreté et la tragédie qui ont façonné l'enfance de Browne l'ont profondément affecté. Il considère sa survie et son niveau d'éducation comme un pur hasard, un hasard qui l'a sauvé alors qu'il était apparemment destiné à mourir inconnu et dans la pauvreté comme le reste de sa famille. Cela le pousse à se lancer en politique pour s'assurer que personne d'autre ne subirait le même sort que celui qui est arrivé à sa famille.
Browne rejoint le nouveau parti républicain irlandais Clann na Poblachta et est élu au Dáil Éireann pour la circonscription du sud-est de Dublin aux élections générales de 1948. À la surprise de beaucoup, le chef du parti Seán MacBride choisit Browne comme l'un des deux ministres du parti dans le nouveau gouvernement. Browne est l'un des rares députés nommés ministre dès son premier jour au Dáil Éireann, lorsqu'il est nommé ministre de la Santé.

## Ministre de la Santé
Un livre blanc sur les réformes proposées en matière de soins de santé a été préparé par le gouvernement précédent et a abouti à la loi sur la santé de 1947. En février 1948, Browne devient ministre de la Santé et lance les réformes préconisées par le document et introduites par la loi.
Les réformes sanitaires coïncident avec le développement d'un nouveau vaccin et de nouveaux médicaments (par exemple le BCG et la Pénicilline) qui permettent de traiter un groupe de pathologies auparavant incurables. Browne introduit le dépistage gratuit de masse pour les malades de la tuberculose et lance un vaste programme de construction de nouveaux hôpitaux et sanatoriums, financé par les revenus et les investissements accumulés des fonds Hospital Sweeps contrôlés par le ministère de la Santé. Ceci, associé à l'introduction de la streptomycine, contribue à réduire considérablement l'incidence de la tuberculose en Irlande.
En tant que ministre de la Santé, Browne entre en conflit avec les évêques de l'Église catholique et le corps médical au sujet du programme mère-enfant. Ce plan, également introduit par la loi sur la santé de 1947, prévoit des soins de santé gratuits et financés par l'État pour toutes les mères et tous les enfants âgés de moins de 16 ans, sans condition de ressources, une décision considérée comme radicale à l'époque en Irlande. Pratiquement tous les médecins exerçant en pratique privée s'opposent à ce projet, car il porterait atteinte au modèle de « rémunération à l'acte » dont dépend leur revenu.
La hiérarchie de l'Église, qui contrôle de nombreux hôpitaux, s'oppose vigoureusement à l'expansion de la « médecine socialisée » en république d'Irlande. Ils affirment que le programme mère-enfant interfère avec les droits parentaux et craignent que la fourniture de conseils médicaux non religieux aux mères ne conduise à un contrôle des naissances contraire à l'enseignement catholique. Ils n'aiment pas beaucoup Browne, le considérant comme un « catholique de Trinity ».
Sous la pression des évêques, le gouvernement de coalition renonce au programme mère-enfant et force Browne à démissionner de son poste de ministre de la Santé. Il donne sa version des événements dans son discours de démission devant le Dáil le 12 avril 1951. En particulier, il déplore que le gouvernement ait soumis son projet à l'Église pour approbation, prenant soin de le décrire à l'Église comme son plan et non comme une politique gouvernementale, ne lui laissant d'autre choix que de démissionner de son poste de ministre. Après son départ du gouvernement, Browne embarrasse ses opposants en faisant en sorte que l'Irish Times publie la correspondance de Costello et MacBride avec la hiérarchie catholique, qui détaille leur capitulation devant les évêques.
La controverse sur le programme mère-enfant conduit à la chute du gouvernement de coalition dans lequel Browne a été ministre. Mais l’opposition de l’Église à la médecine socialisée se poursuit sous le gouvernement dirigé par le Fianna Fáil.

## Fin de carrière politique
Après sa démission de son poste de ministre de la Santé, Browne quitte Clann na Poblachta, mais est réélu au Dáil en tant que député indépendant de Dublin Sud-Est lors des élections suivantes.
Browne rejoint le Fianna Fáil en 1953 mais perd son siège au Dáil aux élections générales de 1954. Il n'est pas sélectionné comme candidat aux élections générales de 1957 et il démissionne du parti. Il est réélu lors de cette élection pour Dublin Sud-Est en tant que député indépendant.
En 1958, il fonde le National Progressive Democrats avec Jack McQuillan. Browne conserve son siège aux élections générales de 1961, mais en 1963, lui et McQuillan rejoignent le Parti travailliste, dissolvant les Démocrates nationaux progressistes. Cependant, Browne perd son siège aux élections générales de 1965.
Tout au long des années 1960 et 1970, Browne est un opposant virulent à l'apartheid en Afrique du Sud. En 1970, Browne fait partie de ceux qui manifestent devant Thomond Park à Limerick et Lansdowne Road à Dublin lorsque l'Irlande affronte l'équipe de rugby sud-africaine. Browne appelle publiquement à un « boycott progressivement étendu de l'importation de produits sud-africains, comme le préconise l'ANC ».
Il est réélu député du Parti travailliste aux élections générales de 1969, toujours pour Dublin Sud-Est. Il ne demande pas l'investiture du Parti travailliste pour les élections générales de 1973, mais remporte un siège au Seanad Éireann pour l'université de Dublin. Il reste au Seanad jusqu'aux élections générales de 1977, lorsqu'il remporte le siège de Dublin Artane en tant que député travailliste indépendant, après avoir de nouveau échoué à obtenir l'investiture du parti.
En 1977, Browne est le premier parlementaire irlandais à appeler à des réformes législatives concernant l'homosexualité, qui est illégale à l'époque, et en 1979, il est l'un des rares hommes politiques irlandais à assister à l'ouverture du Centre Hirschfeld, le premier centre LGBT de Dublin.
Lors de sa formation, Browne rejoint le nouveau Parti travailliste socialiste et est brièvement son seul député, élu pour Dublin Centre-Nord aux élections générales de 1981. Browne prend sa retraite de la politique lors des élections générales de février 1982.

## Proposition de candidature présidentielle
En 1990, un certain nombre de représentants de gauche au sein du Parti travailliste, dirigés par Michael D. Higgins, approchent Browne et lui suggèrent d'être le candidat du parti à l'élection présidentielle prévue plus tard dans l'année. Bien que sa santé soit défaillante, Browne accepte. Cependant, cette offre effraye le chef du parti Dick Spring et ses proches collaborateurs car ils ont secrètement décidé de présenter Mary Robinson, avocate et ancienne sénatrice et craignent l'indépendance et le caractère incontrôlable de Browne. Lorsque Spring informe Browne par téléphone que le Conseil administratif du parti a choisi Robinson à sa place, Browne raccroche. Browne passe les sept années restantes de sa vie à critiquer constamment Robinson, qui a remporté les élections. Au cours de la campagne, il indique son soutien au candidat rival du Fine Gael, Austin Currie.

## Personnalité
Peu de personnalités irlandaises du XXe siècle sont aussi controversées que Noël Browne. Pour ses partisans, il est un libéral dynamique qui tient tête au catholicisme conservateur et réactionnaire. Pour ses adversaires, il est un individu instable, capricieux et difficile. Son autobiographie Against the Tide, devient ce que l' Irish Times a appelé une « sensation éditoriale » et s'est vendue à plus de 80 000 exemplaires en peu de temps. Des historiens comme Ruth Barrington, qui a beaucoup écrit sur la politique de santé irlandaise et avait accès aux dossiers des années 1940 et 1950, ont mis en doute la fiabilité du livre.
Une décennie plus tard, l'un des principaux responsables du parti travailliste, Fergus Finlay, déclare que Browne est devenu un "vieil homme de mauvaise humeur et grincheux". L'historien et politologue Maurice Manning écrit que Browne « avait la capacité d'inspirer une loyauté farouche, mais beaucoup de ceux qui ont travaillé avec et contre lui au fil des années l'ont trouvé difficile, égocentrique, peu disposé à accepter la bonne foi de ses adversaires et souvent profondément injuste dans son intolérance envers ceux qui n'étaient pas d'accord avec lui".
Après s'être retiré de la politique, Browne déménage avec sa femme Phyllis à Baile na hAbhann, dans le comté de Galway, où il est décédé le 21 mai 1997, à l'âge de 81 ans.